# Enteroagregacyjny szczep pałeczki okrężnicy
Enteroagregacyjny szczep pałeczki okrężnicy, EAEC, EAggEC (od ang. enteroaggregative Escherichia coli) – jeden z sześciu wirotypów pałeczki okrężnicy (Escherichia coli), który odpowiada głównie za przewlekłą biegunkę (trwającą od dwóch tygodni do nawet kilku miesięcy), zwłaszcza u niemowląt i małych dzieci. 
Charakterystycznym objawem, oprócz przewlekłego charakteru zakażenia, jest śluz w kale, często zawierający krew. EAEC nie należy do wirotypów inwazyjnych, więc przywiera do śluzówki jelita. Umożliwiają mu to fimbrie agregacyjne AAFI i AAFII, które są charakterystyczne dla tego wirotypu.
Do innych czynników chorobotwórczych EAEC należą:
- hemolizyna kontaktowa – cytotoksyna, będąca fosfolipazą, wywołująca tworzenie się kanałów w błonie komórkowej, co powoduje napływ substancji ze środowiska zewnętrznego i lizę komórki. Hemolizyny te nie są wydzielane, do powstania efektu cytopatycznego wymagany jest kontakt bakterii z komórką gospodarzową.
- enterotoksyna ciepłostała (termostabilna) – EAST1, która pod względem działania przypomina toksynę ciepłostałą ST.